# Biecz
Biecz és una ciutat situada al sud del voivodat de la Petita Polònia (en polonès, Małopolska). Hi passa el riu Ropa. El 2023 tenia 16.464 habitants.